# Atholus coelestis
Atholus coelestis är en skalbaggsart som först beskrevs av Sylvain Auguste de Marseul 1857.  Atholus coelestis ingår i släktet Atholus och familjen stumpbaggar. Inga underarter finns listade i Catalogue of Life.